# Invisible Circles
Invisible Circles – trzeci studyjny album zespołu After Forever, a zarazem pierwszy po odejściu Marka Jansena. Jest to album koncepcyjny poruszający problemy związane z posiadaniem dzieci.

## Koncept
Album opowiada historię kochanków których relacje nie są najlepsze. Dochodzi do kłótni o posiadanie dzieci, które jak sądzi kobieta, mogłyby ocalić ich związek. Mężczyzna nie przyjmuje argumentów będąc bardziej zapatrzonym w pracę niż rodzinę. W "Digital Deceit" poznajemy dziecko (opuszczone i bite przez ojca), które korzystając z internetu stara się nawiązać znajomości i cieszyć się z posiadania cyber-przyjaciół. Dziecko stopniowo zaczyna być ciekawym własnej wartości.

## Lista utworów
1. "Childhood in Minor" (Instrumental) – 1:20
2. "Beautiful Emptiness" – 5:25
3. "Between Love and Fire" – 4:56
4. "Sins of Idealism" – 5:22
5. "Eccentric" – 4:10
6. "Digital Deceit" – 5:38
7. "Through Square Eyes" – 6:23
8. "Blind Pain" – 6:47
9. "Two Sides" – 4:34
10. "Victim of Choices" – 3:21
11. "Reflections" – 5:11
12. "Life's Vortex" – 5:53

## Twórcy
- Floor Jansen – wokal
- Bas Maas – gitara, wokal
- Sander Gommans – gitara, growl
- Luuk van Gerven – gitara basowa
- Lando van Gils – keyboard
- André Borgman – perkusja